# Агишева, Дания Одельшевна
Дана (Дания) Одельшевна А́гишева (род. 30 декабря 1980, Москва, СССР) — российская киноактриса, лауреат премий международных кинофестивалей «Киношок» и «Меридианы Тихого».

## Биография
Родилась 30 декабря 1980 года в Москве, в семье драматурга, профессора ВГИК Одельши Агишева. Окончила романо-германское отделение Филологического факультета МГУ. Работала в рекламном агентстве.
Параллельно с обучением в университете занималась танцами, выступала в различных московских клубах. Сыграла небольшие роли в сериалах «Трое против всех» и «Ангел на дорогах». Танцевала на концертах Оскара (Шамиля Малкандуева).
Первая серьёзная роль — в фильме Светланы Проскуриной «Удалённый доступ».

## Фильмография
1. 2002 — Трое против всех
2. 2003 — Ангел на дорогах
3. 2004 — Удалённый доступ — Женя
4. 2004 — Молоды и счастливы — Инга
5. 2005 — Garpastum — Нина
6. 2006 — Червь — Юнга
7. 2006 — Острог. Дело Фёдора Сеченова — Кристина (2 серия)
8. 2007 — Лучшее время года — Валентина (первый возраст)
9. 2008 — Обитаемый остров — диктор-информатор
10. 2009 — Отблески — Юля
11. 2009 — Татарская княжна — Анна Ахматова в 1910 г. / Анна Каминская
12. 2010 — Обратное движение
13. 2010 — 2011 — Побег — Надежда Борисовна Соболева
14. 2011 — Объект 11 — Елена Нечаева
15. 2011 — Елена — '
16. 2012 — Чужое лицо — Вирджиния
17. 2013 — Всё будет хорошо — Надя
18. 2013 — Два окна (к/м)
19. 2014 — Пляж — Анжела
20. 2017 — Опыт Реконструкции — Даша
21. 2018 — Тот, кто читает мысли (Менталист) (серия № 7 «Опасный бизнес») — Надежда Кострова, любовница президента компании «Меркурий» Бориса Шувалова
22. 2021 — Красная зона — Эльвира Рафаэлевна Алабина

## Награды
- 61-й Международный венецианский кинофестиваль —  номинация «Приз Марчелло Мастрояни»
- Международный кинофестиваль «Меридианы Тихого» (Владивосток) — приз «За лучшую женскую роль»[4]
- Премия «Золотой орел» — номинация «Лучшая женская роль на телевидении»
- 13-й открытый Фестиваль кино стран СНГ и Балтии «Киношок» — приз «За лучшую женскую роль»[5].